# El Súchil, Tlalixcoyan
El Súchil är en ort i Mexiko.   Den ligger i kommunen Tlalixcoyan och delstaten Veracruz, i den sydöstra delen av landet, 300 km öster om huvudstaden Mexico City. El Súchil ligger 53 meter över havet och antalet invånare är 362.
Terrängen runt El Súchil är platt, och sluttar österut. Runt El Súchil är det ganska tätbefolkat, med 65 invånare per kvadratkilometer. Närmaste större samhälle är Piedras Negras, 10,5 km öster om El Súchil. Trakten runt El Súchil består till största delen av jordbruksmark.